# Bonjour monsieur Lewis
 (décembre 2018).
Pour plus de détails, voir Fiche technique et Distribution.
Bonjour monsieur Lewis est un film français de Robert Benayoun avec Woody Allen, Peter Bogdanovich et Mel Brooks, sorti en 1982.